# الجامع الكبير (حيس)
الجامع الكبير بمدينة حيس وهو جامع اثري يقع في مدينة حيس هو أحد أجمل المباني الأثرية القديمة  التي بنيت في عهد الدولة الرسولية .وتشير المصادر إلى أن بداية تأسيسه كانت بين عامي 647- 652هـ في عهد الملك المظفر شمس الدين يوسف بن عمر بن رسول وهناك نص كتابي في الجامع في جدار زاوية المدخل بالواجهة الأمامية للجامع يشير إلى عام الانتهاء من البناء.